# Sebastian Matthes

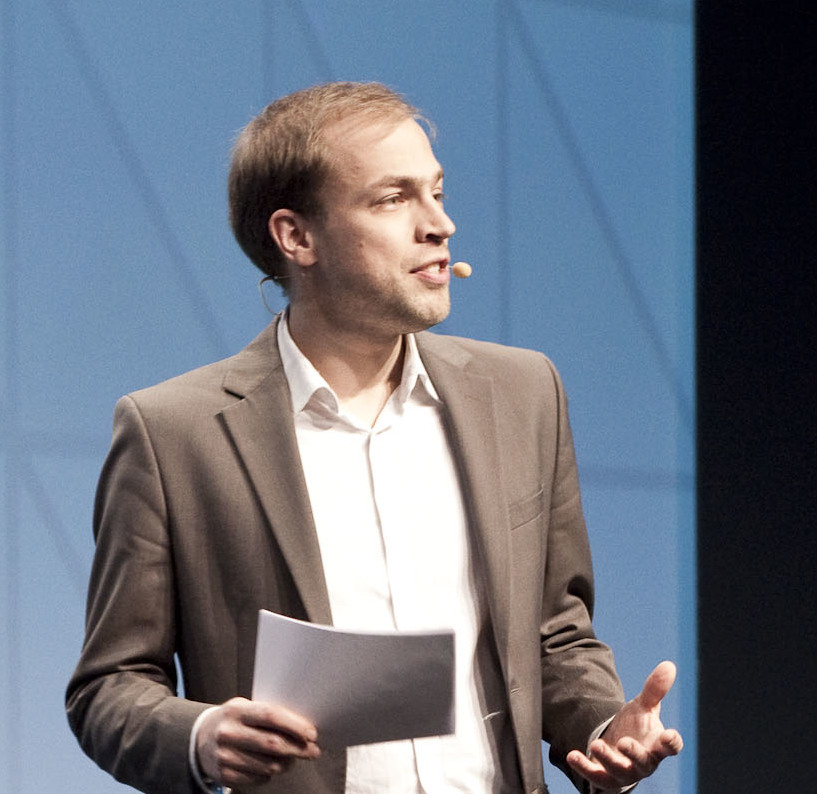
Sebastian Matthes (2012)

Sebastian Matthes (* 28. Juli 1977 in Berlin) ist ein deutscher Journalist und Chefredakteur der Wirtschafts- und Finanzzeitung Handelsblatt.

## Leben und Wirken

### Jugend und Ausbildung
Sebastian Matthes wurde am 28. Juli 1977 als eines von drei Kindern der Lehrer Ulrike und Reinar Matthes geboren und wuchs in Hamburg auf. Sein Abitur schloss er am Gymnasium Blankenese in Hamburg ab und studierte anschließend Politologie und Volkswirtschaftslehre an der Universität Hamburg, sein Diplom erhielt er im Jahr 2005. In seiner Diplomarbeit befasste sich der Absolvent des studienbegleitenden Ausbildungsprogramms Journalistische Nachwuchsförderung (JONA) der JAKAS mit der Liberalisierung des indischen Strommarktes, wofür er einen halbjährigen Forschungsaufenthalt in Indien absolvierte. Anschließend besuchte der Stipendiat der Konrad-Adenauer-Stiftung von 2005 bis 2006 die Georg von Holtzbrinck-Schule für Wirtschaftsjournalisten in Düsseldorf.

### Berufliche Laufbahn
Matthes begann im Jahr 2007 als Redakteur für die WirtschaftsWoche zu arbeiten, mit den Schwerpunktthemen Digitalisierung, Start-Ups und Innovationen. Von 2008 an war er dort als Leiter des Ressorts Technik&Wissen tätig, ab 2013 auch als Leiter des Internetportals WiWo Green, und berichtete dort über den grünen Umbau der Wirtschaft und die Energiewirtschaft. Nach mehr als fünf Jahren bei der WiWo wurde der Journalist zur Einführung der deutschen Edition der US-amerikanischen Onlinezeitung The Huffington Post im Oktober 2013 mit der Aufgabe des Chefredakteurs betraut.
Anschließend wechselte Matthes im Jahr 2017 zur Wirtschafts- und Finanzzeitung Handelsblatt mit Sitz in Düsseldorf. Dort arbeitete er zunächst als Stellvertreter des Chefredakteurs Sven Afhüppe und Head of Digital als Digital-Stratege mit der Aufgabe, die digitalen Angebote wie auch die Printausgabe inhaltlich und strategisch weiterzuentwickeln. Zum Jahresbeginn 2020 übernahm Matthes die Chefredaktion der Wirtschaftszeitung. In dieser Zeit stärkte er die investigative Unternehmensberichterstattung, Berichte über Technologien und Innovationen sowie den Fokus auf geoökonomische Fragen.
Weiterhin tritt er im wöchentlichen Podcast Handelsblatt Disrupt der Tageszeitung auf, in dem er mit Unternehmern, Vorständen, Investoren und Politikern über die Veränderungen in der Wirtschaft spricht.

### Auszeichnungen
Unter Matthes Direktion wurde das Handelsblatt von der Zeitschrift Wirtschaftsjournalist:in zur besten Wirtschaftsredaktion 2022 gekürt. Das Magazin KressPro ernannte Matthes 2022 zum „Chefredakteur des Jahres“. 2023 wurde Matthes für sein jahrelanges Engagement für die deutsche Technologieszene mit dem German Startup Award ausgezeichnet. Ebenfalls 2023 wählte ihn die Jury des „Medium Magazins“ und des Magazins „Wirtschaftsjournalist:in“ zum Wirtschaftsjournalisten des Jahres.

## Haltung und Positionierung
Matthes ist Befürworter einer klaren Trennung zwischen dem journalistischen Betrieb und der kommerziellen Abteilungen von Verlagshäusern. Zudem gilt er als Fürsprecher von Paywalls und sieht dabei die „Gratiskultur“ von deutschen Zeitungsverlagen rückwirkend als Fehler. Er befasst sich intensiv mit den Folgen der KI-Revolution für den Journalismus und rechnet damit, dass die Veränderungen für Medienhäuser tief greifender sein werden als die Erfindung des Internets.